# Jean Corneille van der Hoop
Jean Corneille van der Hoop, né à La Haye le 18 mai 1742 et décédé dans sa ville natale le 13 mars 1825, est un juriste, avocat-fiscal et ministre du royaume uni des Pays-Bas.

## Biographie
Il a rempli de hautes fonctions tant à l'époque de la République batave que sous celle de Guillaume Ier des Pays-Bas.
Il a laissé le souvenir d'un brillant philosophe mais d'un piètre homme politique.